# شارنت

شارِنت (به فرانسوی: Charente) شانزدهمین شهرستان فرانسه است. شهرستان شارانت در غرب این کشور قرار دارد. این شهرستان زیرمجموعهٔ ناحیهٔ ناحیه آکیتن-لیموزن-پواتو-شارنت است. مساحت این شهرستان ۵٬۹۵۶ کیلومتر مربع و جمعیت آن ۳۴۹٬۵۳۵ نفر است. این شهرستان در خلال انقلاب فرانسه برپا شد.